# Henri Poincaré (A603)
Henri Poincaré (A603) byla pomocná loď francouzského námořnictva sloužící ke sledování letů balistických raket odpalovaných z pevniny či z ponorek, k výpočtu jejich dráhy a k velení takovým zkouškám. Až do svého vyřazení roku 1992 byla vlajkovou lodí francouzské skupiny pro námořní zkoušky a měření („Jednotka M“).

## Stavba
Plavidlo bylo původně postaveno jako italský tanker. V letech březnu 1964-březnu 1967 bylo přestavěno loděnicemi v Brestu. V letech březnu 1979-březnu 1980 byla modernizována elektronika plavidla.

## Konstrukce
Pro sledování dráhy střel sloužily sledovací radary Savoie a Gascogne využívající sadu parabolických antén na horní palubě. Loď dále nesla navigační radary. Na zádi se nacházela přistávací plocha a hangár pro dva těžké vrtulníky SA 321 Super Frelon, nebo až pět lehkých Alouette III. Pohonný systém tvořila jedna parní turbína o výkonu 7457 kW, pohánějící jeden lodní šroub. Nejvyšší rychlost dosahovala 15 uzlů.